# Diodontídeos
Os diodontídeos (Diodontidae) constituem uma família de peixes da ordem dos Tetraodontiformes, vulgarmente conhecidos como baiacu-de-espinho, baiacu-espinho, ou peixe-balão-espinhoso, amplamente distribuídos em águas marinhas tropicais e temperadas.
O nome da família, que significa "com dois dentes", é enganoso, já que a espécie, como pertence aos Tetraodontiformes, tem de ter quatro dentes, que nestas espécies aparecem fundidos em dois pares. Tal como o nome vulgar indica, têm o corpo coberto de espinhos. 

## Ecologia
A maioria das espécies são bentônicas em torno de recifes de coral ou rochosos. Alimentam-se de invertebrados bentônicos de casca dura que são esmagados por suas mandíbulas poderosas. Quando perturbados, se inflam e apresentam ao predador em potencial uma bola grande e muito espinhosa.

## Descrição
São peixes de pequeno a médio porte, com até 1 m de comprimento, mas geralmente 20-50 cm.
Apresentam corpo largo e capaz de grande inflação, coberto por espinhos maciços que podem ser bastante longos; a linha lateral é imperceptível e não possui escamas normais. A cabeça é larga e arredondada, com a guelra abrindo uma fenda vertical relativamente pequena imediatamente antes da base da nadadeira peitoral. O órgão nasal é geralmente em pequenos tubos localizados na frente dos olhos grandes, uma boca grande, larga e terminal, com dentes fundidos para formar uma estrutura forte e esmagadora em forma de bico, sem uma sutura mediana dividindo as mandíbulas superior e inferior em metades esquerda e direita. Barbatanas dorsal e anal sem espinhos, inseridas bem atrás no corpo e, como a barbatana caudal, geralmente arredondadas; a maioria dos raios das nadadeiras são ramificados; bases das nadadeiras geralmente grossas e carnudas; sem barbatanas pélvicas.
Têm coloração castanho claro a marrom, mas cinza não é incomum; é geralmente coberto com manchas ou barras marrom-escuras a pretas; tons verdes e manchas amareladas também podem estar presentes; barriga branca, muitas vezes com tons amarelos. Uma espécie pelágica é azul dorsalmente, e os juvenis de espécies com fase pelágica também podem ser azuis.
Uma propriedade desse peixe é inflar, por distender seu corpo mole enchendo-o de ar e água, para que o predador que tentar devorá-lo não o consiga, por que, de tão inflado, ele pode ficar 3 vezes o seu tamanho normal. Além disso, seus espinhos ainda podem ferir o predador, se a tática de inflação não funcionar.

## Taxonomia
A família tem 7 gêneros aceitos:
- Allomycterus
- Chilomycterus
- Cyclichthys
- Dicotylichthys
- Diodon
- Lophodiodon
- Tragulichthys